# Grațian C. Mărcuș
Grațian C. Mărcuș a fost un istoric și jurnalist din perioada interbelică. Împreună cu Leontin Ghergariu a publicat la 25 august 1940 revista „Țara Silvaniei”. De asemenea, a fost secretarul Camerei de Comerț din Sălaj. 

## Carti
- Grațian C. Mărcuș, „Camerele de muncă”, studiu economic cu o prefață de D. R. Ioanițescu, Tipografia Națională, 1933.